# Mosa Vallis
La Mosa Vallis è una struttura geologica della superficie di Marte.